# 73-й меридіан східної довготи
73-й меридіан східної довготи — лінія довготи, що лежить на 73 градуси східніше Гринвіцького меридіана. Вона проходить від Північного полюса через Північний Льодовитий океан, Азію, Індійський океан, Південний океан та Антарктиду до Південного полюса.
73-й меридіан східної довготи формує велике коло разом із 107-мим меридіаном західної довготи.

## Список географічних об'єктів, що перетинає 73° сх. д.
Починаючи на Північному полюсі та рухаючись до Південного полюса, 73-й меридіан східної довготи проходить через:
| Координати                                                 | Країна, територія або море | Примітки |
| ---------------------------------------------------------- | -------------------------- | --- |
| 90°0′ пн. ш. 73°0′ сх. д. / 90.000° пн. ш. 73.000° сх. д.  | Північний Льодовитий океан | |
| 81°6′ пн. ш. 73°0′ сх. д. / 81.100° пн. ш. 73.000° сх. д.  | Карське море               | |
| 73°0′ пн. ш. 73°0′ сх. д. / 73.000° пн. ш. 73.000° сх. д.  | Обська губа                | |
| 71°25′ пн. ш. 73°0′ сх. д. / 71.417° пн. ш. 73.000° сх. д. | Росія                      | Проходить через Гиданський півострів |
| 71°23′ пн. ш. 73°0′ сх. д. / 71.383° пн. ш. 73.000° сх. д. | Обська губа                | |
| 68°44′ пн. ш. 73°0′ сх. д. / 68.733° пн. ш. 73.000° сх. д. | Росія                      | Проходить через півострів Ямал |
| 67°42′ пн. ш. 73°0′ сх. д. / 67.700° пн. ш. 73.000° сх. д. | Обська губа                | |
| 66°42′ пн. ш. 73°0′ сх. д. / 66.700° пн. ш. 73.000° сх. д. | Росія                      | |
| 54°3′ пн. ш. 73°0′ сх. д. / 54.050° пн. ш. 73.000° сх. д.  | Казахстан                  | Проходить західніше Караганди |
| 42°32′ пн. ш. 73°0′ сх. д. / 42.533° пн. ш. 73.000° сх. д. | Киргизстан                 | |
| 40°53′ пн. ш. 73°0′ сх. д. / 40.883° пн. ш. 73.000° сх. д. | Узбекистан                 | Приблизно на 15 км |
| 40°45′ пн. ш. 73°0′ сх. д. / 40.750° пн. ш. 73.000° сх. д. | Киргизстан                 | |
| 39°21′ пн. ш. 73°0′ сх. д. / 39.350° пн. ш. 73.000° сх. д. | Таджикистан                | |
| 37°18′ пн. ш. 73°0′ сх. д. / 37.300° пн. ш. 73.000° сх. д. | Афганістан                 | |
| 36°52′ пн. ш. 73°0′ сх. д. / 36.867° пн. ш. 73.000° сх. д. | Пакистан                   | Хайбер-Пахтунхва Гілгіт-Балтистан — претендує Індія Хайбер-Пахтунхва Проходить через Ісламабад Пенджаб — проходить західніше Фейсалабада |
| 29°9′ пн. ш. 73°0′ сх. д. / 29.150° пн. ш. 73.000° сх. д.  | Індія                      | Раджастхан Гуджарат Дадра і Нагар-Хавелі і Даман і Діу[en] Махараштра — проходить східніше Мумбая                                        |
| 18°3′ пн. ш. 73°0′ сх. д. / 18.050° пн. ш. 73.000° сх. д.  | Індійський океан           | |
| 11°30′ пн. ш. 73°0′ сх. д. / 11.500° пн. ш. 73.000° сх. д. | Індія                      | Лакшадвіп — проходить через острів Кілтан[en]                                                                                            |
| 11°28′ пн. ш. 73°0′ сх. д. / 11.467° пн. ш. 73.000° сх. д. | Індійський океан           | Проходить східніше острова Кадмат[en], Лакшадвіп, Індія Проходить західніше острова Мінікой[en], Лакшадвіп, Індія                        |
| 6°50′ пн. ш. 73°0′ сх. д. / 6.833° пн. ш. 73.000° сх. д.   | Мальдіви                   | Проходить через атоли Гаа-Дгаалу Шавіяні[en], Раа[en] та Баа[en]                                                                         |
| 5°5′ пн. ш. 73°0′ сх. д. / 5.083° пн. ш. 73.000° сх. д.    | Індійський океан           | |
| 4°18′ пн. ш. 73°0′ сх. д. / 4.300° пн. ш. 73.000° сх. д.   | Мальдіви                   | Проходить через атол Росс[en] |
| 5°5′ пн. ш. 73°0′ сх. д. / 5.083° пн. ш. 73.000° сх. д.    | Індійський океан           | Проходить східніше атола Арі[en], Мальдіви                                                                                               |
| 3°18′ пн. ш. 73°0′ сх. д. / 3.300° пн. ш. 73.000° сх. д.   | Мальдіви                   | Проходить через атоли Фаафу, Дхаалу[en] та Колхумадулу[en]                                                                               |
| 2°10′ пн. ш. 73°0′ сх. д. / 2.167° пн. ш. 73.000° сх. д.   | Індійський океан           | |
| 0°32′ пн. ш. 73°0′ сх. д. / 0.533° пн. ш. 73.000° сх. д.   | Мальдіви                   | Проходить через атол Хувадху[en] |
| 0°17′ пн. ш. 73°0′ сх. д. / 0.283° пн. ш. 73.000° сх. д.   | Індійський океан           | Проходить західніше атола Адду, Мальдіви Проходить між островами Макдональд[en] та Герд[de], Австралія                                   |
| 60°0′ пд. ш. 73°0′ сх. д. / 60.000° пд. ш. 73.000° сх. д.  | Південний океан            | |
| 68°11′ пд. ш. 73°0′ сх. д. / 68.183° пд. ш. 73.000° сх. д. | Антарктида                 | Проходить через Австралійську антарктичну територію (претендує Австралія)                                                                |